# 李兆基 (1944年)
李兆基（1944年9月25日—1966年9月20日），中華人民共和國廣東省惠陽縣人，中共少年先鋒隊，大饑荒爆發難民潮，1962年5月逃港潮期間進入香港，1962年7月經情報局吸收為儲訓隊員，因言行偏激交付感化三年，1966年7月5日自仁教所越獄逃亡，與張清潔結夥搶劫計程車殺害司機，被判處死刑，1966年9月20日於安坑刑場執行槍決，終年21歲。

## 生平
李兆基在新洞中心小學就讀期間參加少年先鋒隊，接受思想訓練，1951年編入新洞公社下黃生產隊生產，1959年進入大饑荒時期，李兆基因不堪飢餓，於1962年3月隨難民集體逃往香港，由於其參加過中共特訓，1962年7月經情報局接回台灣吸收為儲訓隊員，進入情報局參加大陸工作訓練，待命期間接受軍事審查，軍事檢察官認為有思想再教育必要，交付感化3年，送台北土城仁教所施行感化教育。
1966年7月5日與同所感化犯張清潔自仁教所越獄逃亡，在陽明山偷了自行車後沿山路逃往內湖金龍寺附近，搶奪計程車財物後並將司機以草繩勒斃加以殺害，將車輛推入草叢，不慎將判決書遺留在車內成為重要證據，最後遭到警方逮捕，被判處死刑，1966年9月20日於安坑刑場執行槍決。

## 紀念
2013年10月，北京西山國家森林公園的無名英雄廣場上立有無名英雄紀念碑，為紀念來台灣在1950年代被處決「隱避戰線烈士」而設立。李兆基銘刻於紀念碑上。